# Голям цветен бекас
Големият цветен бекас (Rostratula benghalensis) е вид птица от семейство Rostratulidae. Видът е незастрашен от изчезване.

## Разпространение
Разпространен е в Ангола, Бангладеш, Бенин, Ботсвана, Бруней, Буркина Фасо, Бурунди, Камбоджа, Камерун, Централноафриканска република, Чад, Китай, Република Конго, Кот д'Ивоар, Египет, Еритрея, Етиопия, Габон, Гамбия, Гана, Гвинея, Гвинея-Бисау, Хонконг, Индия, Индонезия, Израел, Япония, Кения, Лаос, Либерия, Мадагаскар, Малави, Малайзия, Мали, Мавритания, Мозамбик, Мианмар, Намибия, Непал, Нигер, Нигерия, Пакистан, Филипините, Руанда, Сенегал, Сиера Леоне, Сингапур, Сомалия, Южна Африка, Южен Судан, Шри Ланка, Судан, Свазиленд, Тайван, Танзания, Тайланд, Източен Тимор, Того, Уганда, Виетнам, Замбия и Зимбабве.